# Dictyosporium foliicola
Dictyosporium foliicola är en svampart som beskrevs av P.M. Kirk 1984. Dictyosporium foliicola ingår i släktet Dictyosporium, ordningen Pleosporales, klassen Dothideomycetes, divisionen sporsäcksvampar och riket svampar.   Inga underarter finns listade i Catalogue of Life.